# Weidegerechtigkeit
Unter Weidegerechtigkeit (auch: Weiderecht, Weidservitut, Hutrecht, Kuhrecht, Atzungsrecht) versteht man das Recht (Gerechtsame), sein Vieh auf fremdem Weideland weiden zu lassen. Besonders die Gutsherrschaft besaß früher dieses Recht. Die Weidegerechtigkeit entwickelte dafür ein detailliertes Regularium.
Normalerweise war der Eigentümer des Grundstückes zur Mithut berechtigt. Das Weiden verschiedener Eigentümer oder Mitglieder z. B. einer Dorfgemeinschaft war die Koppelhut. Unter Umständen wurde vom Grundstückseigentümer das Privileg der Vorhut in Anspruch genommen.
Als Atzungsrecht oder Weiderecht wurde auch das temporäre Vor- und Nachweiderecht auf fremden Gütern bezeichnet.
→ siehe auch: Trattrecht